# Толстоголовые осы
Толстоголовые осы (лат. Crabro) — род песочных ос из подсемейства Crabroninae (триба Crabronini). Более 80 видов.

## Распространение
Голарктика. В Европе около 13 видов. Для СССР указывалось 27 видов.
В Палеарктике 26 видов, в России 18 видов.

## Описание
Средней величины осы с жёлтым рисунком на брюшке. Пигидальное поле самок всегда плоское, широкотреугольное. Гнездятся в земле, ловят мух.

## Систематика
Более 80 видов (триба Crabronini). Кроме того, более 500 видов в своё время были описаны в этом роде, но позднее выделены и переведены в состав других родов.
- Crabro alpinus Imhoff, 1863
- Crabro cribrarius (Linnaeus, 1758) typus (=Vespa cribraria Linnaeus, 1758)
- Crabro ingricus (F. Morawitz, 1888)
- Crabro korbi (Kohl, 1883)
- Crabro lapponicus Zetterstedt, 1838
- Crabro loewi Dahlbom, 1845
- Crabro maeklini A. Morawitz, 1866
- Crabro malyshevi L. Ahrens, 1933
- Crabro occultus Fabricius, 1804
- Crabro peltarius (Schreber, 1784)
- Crabro peltatus Fabricius, 1793
- Crabro pugillator A. Costa, 1871
- Crabro scutellatus (Scheven, 1781)
- Другие виды